# لويس خورخي ريفيرا هيريرا
لويس خورخي ريفيرا هيريرا (بالإنجليزية: Luis Jorge Rivera Herrera)‏ (مواليد 1972) هو ناشط بيئي بورتوريكي. حاصل على جائزة جولدمان البيئية في عام 2016 لعمله في حماية المحمية الطبيعية للممر البيئي الشمالي الشرقي (بالإنجليزية: Northeast Ecological Corridor)‏ (CEN).

## السنوات الأولى من الحياة والدراسات الجامعية
عاش لويس خورخي ريفيرا هيريرا حياته كلها في بورتوريكو، بعد أن ولد ونشأ في ريو ألتو (حي بالقرب من سان خوان). يعود تصميمه على المساهمة بالنشاط في حماية البيئة إلى سنوات حياته الأولى، عندما كان في الثامنة من عمره فقط شاهد الجرافات تدمر المزرعة التي كانت تخص عائلته على مدى أربعة أجيال، حيث تم مصادرة الأرض من قبل حكومة بورتوريكو بنية بناء محطة معالجة، محطة معالجة المياه الصحية الإقليمية في كارولينا.
قال ذات مرة: «لقد اتخذت القرار بأنني عندما أكبر سأدرس وأعمل في شيء يتعلق بحماية البيئة»، لذلك درس الصيانة البيئية في جامعة بورتوريكو حرم ريو بيدراس (بالإنجليزية: University of Puerto Rico, Río Piedras Campus)‏ (UPRRP) ثم حصل لاحقًا درجة الماجستير في التخطيط البيئي من كلية التخطيط.

## النشاط البيئي
شارك في النشاط البيئي عندما كان طفلاً ، شارك لويس خورخي ريفيرا هيريرا في النشاط البيئي. في الجامعة، قام بتنظيم زيارات إلى محمية لاس كابيزاس دي سان خوان الطبيعية. بعد التخرج، عمل في سان خوان لوكالة حماية البيئة الأمريكية في الولايات المتحدة الأمريكية. في وقت لاحق، شارك في تأسيس منظمة تسمى مبادرة التنمية المستدامة. من عام 1999 إلى الوقت الحاضر، قدمت مساهمتها الإعلامية الأكثر أهمية خلال عمله كناشط دورًا رئيسيًا في قيادة حملة الحفاظ على الممر البيئي الشمالي الشرقي (CEN).

### حماية الممر البيئي الشمالي الشرقي

#### الأهمية البيئية للممر
الممر هو منطقة ذات قيمة بيئية معترف بها. والتي تشكل بدورها الشريط الساحلي لغابة إل يونك الوطنية، على الساحل الشمالي لبورتوريكو. في هذا النظام البيئي الدقيق للمناطق الرطبة والمستنقعية، يوجد أكثر من 50 نوعًا نادرًا أو مهددة أو مهددة بالانقراض، وكثير منها مستوطن. سلحفاة المحيط جلدية الظهر (المعرضة لخطر الانقراض) ذات أهمية خاصة، والتي تجد منطقة تعشيشها في الممر. على حد تعبير الأخصائي أرييل لوغو، مدير العلماء في المعهد الدولي للغابات الاستوائية «لقد بدأ البورتوريكيون في الفهم. قبل أن نأكلهم، نحن الآن نحميهم لأنهم يمثلون نوعًا من التنوع البيولوجي الذي لا يخصك، إنه ينتمي إلى العالم.»